# Bato Rouwkema
Bato Rouwkema (Wildervank, 27 april 1858 – Steenwijk, 23 februari 1943) was een Nederlands architect.

## Biografie
Hij was zoon van timmerman Halbe Rouwkema en Aaltje Bok. Hijzelf was getrouwd met Elliena Timmerman.
Of hij daadwerkelijk een opleiding tot architect heeft genoten is onbekend; hij begon als opzichter in Steenwijk (1881). Hij werkte soms wel samen met architecten uit omliggende gemeenten zoals Kampen en Zwolle. Op later leeftijd was hij directeur van de gemeentelijke gasfabriek en plaatselijk waterleidingbedrijf.
Gedurende zijn leven vervulde hij allerlei bestuursfunctie; zo had hij zitting in de gemeenteraad, het bestuur van Bouwlust, Vereniging van Volksonderwijs, Ambachts- en volksonderwijs (ontwierp rond 1931 ook de plaatselijke ambachtsschool), maar ook zangvereniging Polyhymnia en de Onderlinge Verzekering van Spiegelruiten.

## Oeuvre
Hij is voornamelijk bekend in Noord-Nederland, mede omdat hij jarenlang stadsarchitect van Steenwijk was. Een deel van zijn oeuvre is in de loop der jaren verloren gegaan door brand (villa Zonnehoek in Steenwijk, 1909-1986) of sloop. Andere gebouwen bleven dat lot bespaard zoals:
- industriecomplex De Dolder
- wooncomplex Eigen Haard, nabij de Wilhelminastraat (voor 1903 Trappenweg)
- villa Hoogwolde aan de Meppelerweg; in art nouveaustijl; gemeentelijk monument
- dienstwoning bij Rams Woerthe op de Paasweide
- villa Zonnehoek in art-nouveau-stijl (uitgebrand en niet herbouwd)
- kerk van Vinkega; gemeentelijk monument.

Hij werd begraven op 26 februari 1943.